# Selje
Selje és un antic municipi situat al comtat de Sogn og Fjordane, Noruega. Té 2.774 habitants (2016) i la seva superfície és de 226,12 km². El centre administratiu del municipi és la població homònima.